# 莱斯蒂乌
莱斯蒂乌（法語：Lestiou）是法国卢瓦-谢尔省的一个市镇，位于该省中部偏东北，和卢瓦雷省接壤，属于布卢瓦区。该市镇总面积8.29平方公里，2009年时的人口为267人。

## 人口
莱斯蒂乌人口变化图示